# Carla Signoris

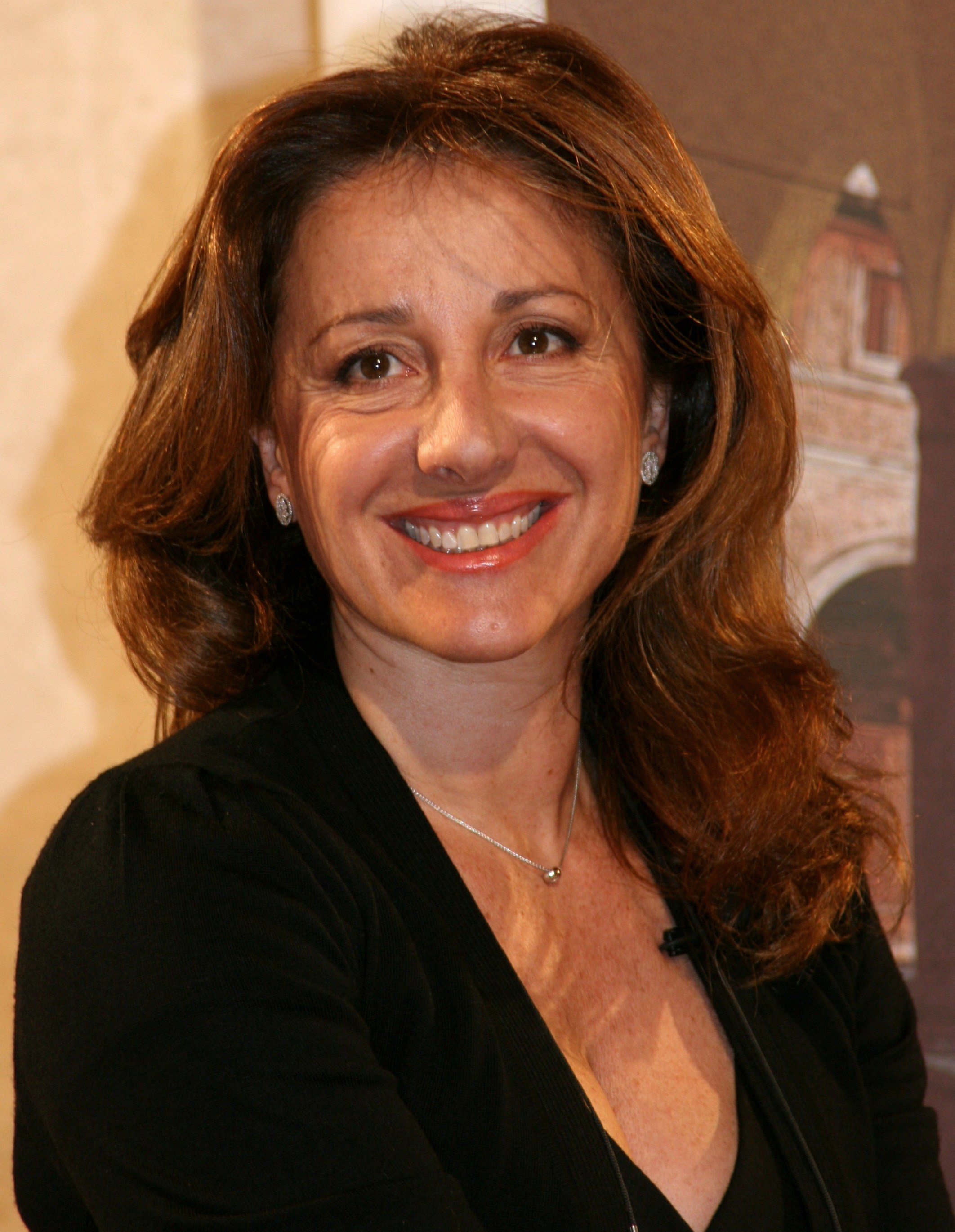
Carla Signoris (2009)

Carla Signoris (* 10. Oktober 1960 in Genua) ist eine italienische Schauspielerin.

## Leben
Nach ihrem Schulabschluss begann Carla Signoris mit einem Architekturstudium. Nach einem halben Jahr entschied sie sich für das Schauspielstudium am Teatro Stabile di Genova vorzusprechen. Sie wurde angenommen und absolvierte dort ihre Ausbildung. 1992 heiratete sie den Komiker und Schauspieler Maurizio Crozza, mit dem sie später zwei gemeinsame Kinder bekam. Ihr Leinwanddebüt gab sie 1995 mit ihm und an der Seite von Ugo Dighero und Rossy de Palma in Marcello Cesenas Komödie Toter geht’s nicht.

## Filmografie (Auswahl)
- 1995: Toter geht’s nicht (Peggio di così si muore)
- 2007: Tage und Wolken (Giorni e nuvole)
- 2008–2010: Tutti pazzi per amore (Fernsehserie, 46 Folgen)
- 2009: Ex
- 2010: Happy Family
- 2010: Kusswechsel 2 – Gegensätze ziehen sich aus (Maschi contro femmine)
- 2011: Kusswechsel – Kein Vorspiel ohne Nachspiel (Femmine contro maschi)
- 2022: Die ahnungslosen Engel (Le Fate Ignoranti)